# Tipula minuscula
Tipula minuscula är en tvåvingeart som beskrevs av Evgenyi Nikolayevich Savchenko 1971. Tipula minuscula ingår i släktet Tipula och familjen storharkrankar. Inga underarter finns listade i Catalogue of Life.